# Pér
Pér es un pueblo húngaro perteneciente al condado de Győr-Moson-Sopron, distrito de Győr.

## Superficie
Cuenta con una superficie de 31,49 kilómetros cuadrados.

## Demografía
Hasta 2023 la población era de 2667 habitantes, con una densidad de población de 84,69 habitantes por kilómetro cuadrado.
| Gráfica de evolución demográfica de Pér entre 2018 y 2023 |
|                                                           |
| Datos según la Oficina Central de Estadística de Hungría. |